# حافر

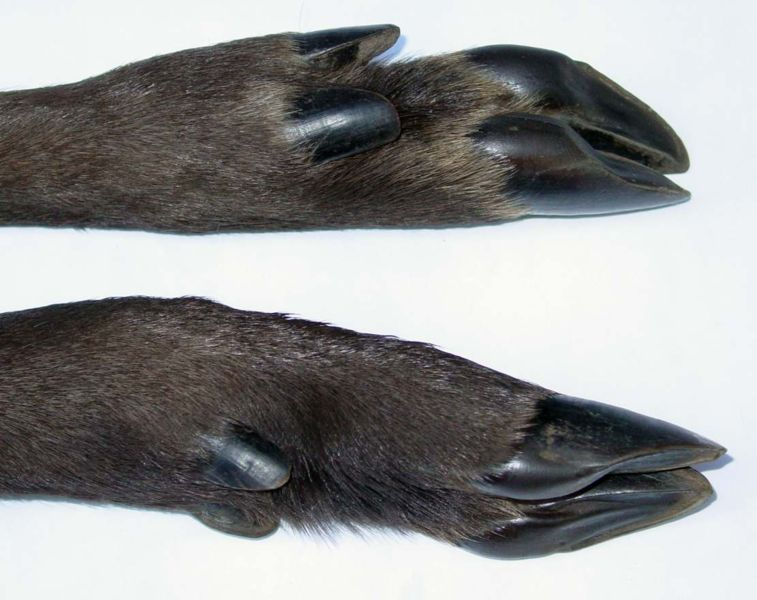
حافرا أيل

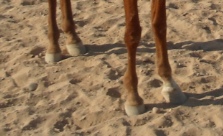
حوافر حصان

الحافر أو الظلف هو غطاء قرني سميك ومعقوف من بروتين الكيراتين يكسو أطراف الأصابع عند الحافريات فتستخدمها للسير عليها والحوافر تنمو بشكل مستمر لكنها تضعف تدريجيا.